# Estadio BBVA Bancomer
Het Estadio BBVA Bancomer, bijgenaamd "El Gigante de Acero" (Spaans voor "De Stalen Reus"), is een voetbalstadion ontwikkeld door FEMSA en CF Monterrey dat gelegen is in Guadalupe, een voorstad van Monterrey, in de deelstaat Nuevo León in het noordoosten van Mexico.
Het stadion verving in 2015 het Estadio Tecnológico als thuisbasis van CF Monterrey, waar de club drieënzestig jaar lang heeft gespeeld. Het project kreeg te maken met veel controverse, voortkomend uit meerdere beschuldigingen dat het stadion de lokale groei van de wilde dieren zou belemmeren. Het stadion werd op 2 augustus 2015 ingewijd met de achtste editie van de Eusébio Cup, waarbij Monterrey Benfica versloeg met 3 – 0.
Op 13 juni 2018 werd bekendgemaakt dat het stadion een van de speelsteden zal zijn voor het WK 2026.

## Ontwerp
Populous, een multinationaal architectenbureau, was samen met het Mexicaanse architectenbureau V&FO en zelfstandig architect Federico Velasco (die ook al het Estadio Tecnológico had ontworpen) verantwoordelijk voor het ontwerp en de projectleiding sinds 2008.
Het stadion werd geopend in 2015 met een capaciteit van 51.000 toeschouwers, en is zo het vierde grootste stadion van Mexico. De eigenaars voegden al snel meer plaatsen toe, waardoor de capaciteit in 2016 werd uitgebreid naar 53.500. Het stadion omvat een grasveld, suites, een restaurant met clubthema, een clublounge en een high-end interieur en exterieurontwerp. De helling van de tribune bedraagt 34 graden en de afstand tussen het veld en de tribunes is het minimum dat wordt toegestaan door de FIFA.
| Afmetingen        | Afmetingen |
| ----------------- | ---------- |
| Lengte            | 277m       |
| Breedte           | 232m       |
| Hoogte noordzijde | 46m        |
| Hoogte zuidzijde  | 32m        |
| Omtrek            | 800m       |

## Omgeving
Meer dan een derde van het totale landoppervlak is groengebied. Dit aandeel overschrijdt de huidige wetgeving. Het groengebied wordt gebruikt om regenwater te filteren, wat bijdraagt tot het aanvullen van watervoerende lagen. De parkeerplaatsen zijn gelijkmatig verdeeld rond het stadion, alsook enkele beboste gebieden om integratie met het ecologische park te bereiken. Deze gebieden zijn verdeeld in zones, die zijn geïntegreerd in het landschap en de topografie. De noordelijke grens naar de Rio La Silla is een bosrijk wandelgebied dat het stadion verbindt met het nieuwe ecologische park. Dit ecologische park en de bijhorende parkeerplaatsen zijn ook groengebied, met een landschapsontwerp dat zich mengt met de omgeving, met enkel bomen en planten uit de regio om het behoud en de aanpassing aan de omgeving te vergemakkelijken.

## Concerten
15 februari 2017: Zanger Justin Bieber gaf hier tijdens zijn Purpose World Tour een optreden voor 46.602 toeschouwers.